# Burnt Village
Burnt Village is een plaats in de Canadese provincie Newfoundland en Labrador. De plaats ligt in het noorden van het eiland Newfoundland en maakt deel uit van de gemeente Main Brook.

## Geografie
Burnt Village ligt in het noordoosten van het Great Northern Peninsula, het meest noordelijke deel van Newfoundland. De kleine nederzetting is gevestigd aan Burnt Point, een kaap in Prince Edward Bay. Die baai is een zuidelijke inham van de grote Hare Bay.
De plaats is bereikbaar via provinciale route 432 en ligt op een rijafstand van ruim 3 km van het noordelijker gelegen dorpscentrum van Main Brook. Tussen Burnt Village en Main Brook mondt de Salmon River in zee uit.

## Geschiedenis
Het gehucht bevond zich in gemeentevrij gebied totdat het eind de jaren 1960 geannexeerd werd door de naburige gemeente Main Brook.
Burnt Village was de uitvalsbasis en kweek- en broedlocatie voor het rehabilitatieprogramma voor de eidereend dat liep tussen 1988 en 1996. Dit vanwege de nabijheid tot het Ecologisch Reservaat Hare Bay Islands.